# 42924 Betlem
42924 Betlem è un asteroide della fascia principale. Scoperto nel 1999, presenta un'orbita caratterizzata da un semiasse maggiore pari a 2,3557424 UA e da un'eccentricità di 0,2205231, inclinata di 2,86455° rispetto all'eclittica.